# Bernhard Zimburg
Bernhard Zimburg (* 31. Mai 1954 in Bad Gastein) ist ein österreichischer Diplomat. Er war der österreichische Botschafter in Algerien, Indonesien, Japan und Australien.

## Leben
Bernhard Zimburg besuchte eine Volksschule und ein neusprachliches Gymnasium in Baden. Im Anschluss meldete er sich freiwillig ab 1973 für ein Jahr zum Bundesheer. Dort absolvierte er eine Jagdkommandoausbildung. 1974 begann er ein Studium der Rechtswissenschaft an der Universität Innsbruck, das er 1979 mit einer Promotion abschloss. Von 1979 bis 1980 studierte Bernhard Zimburg am College of Europe in Brügge, von 1980 bis 1981 wurde er an der österreichischen Bundeswirtschaftskammer zum Handelsdelegierten ausgebildet.
Bernhard Zimburg ist verheiratet und hat zwei Töchter.

## Diplomatischer Werdegang
Bernhard Zimburg trat im Mai 1982 in das österreichische Außenministerium ein.

### Innendienst
Im Innendienst war er zuerst den Abteilungen für Integration und bilaterale Kultur zugeordnet, 1984 den Abteilungen Europarat, Außenpolitischer Bericht, Grundsatzfragen sowie Konsularisches. 1993 bis 1994 war er den Abteilungen Zentral-, Ost- und Südosteuropa sowie Transkaukasien und Zentralasien zugeteilt, im Jänner 1995 wurde er Leiter des Referats für Zentraleuropa. Im Jänner 1996 wurde Bernhard Zimburg Nationaler Koordinator der 1990 von Erhard Busek gegründeten Zentraleuropäischen Initiative (C.E.I.). 2006 bis 2007 war Zimburg im österreichischen Außenministerium Leiter des Referats Ostasien und Ozeanien, 2007 bis 2012 Leiter und Gesandter der Abteilung für Asien und Ozeanien, Australien, Neuseeland und dem Asia-Europe Meeting (ASEM).

### Außendienst
1983 wurde er Attaché an der österreichischen Botschaft in Polen. 1985 wurde er als Erstzugeteilter zur Botschaft in Nigeria entsandt. Dort blieb er bis 1988, um dann als Wissenschaftsrat zur Botschaft in den Vereinigten Staaten in Washington zu wechseln, an der er bis 1992 blieb.
Bernhard Zimburgs ersten Einsatz als Botschafter hatte er in Algier: In Algerien war er von 1998 bis 2001 österreichischer Botschafter. Von dort wechselte er nach Jakarta. In Indonesien war er von 2001 bis 2006 Botschafter mit Mitakkreditierung in Singapur und Osttimor (Timor-Leste). Sein Nachfolger dort wurde Klaus Wölfer. Bernhard Zimburg gehört zu den Gründungsmitgliedern der Swiss German University in Indonesien. Ab Juli 2012 war Bernhard Zimburg als Nachfolger von Jutta Stefan-Bastl Botschafter in Tokio, von September 2016 bis 2020 war er Botschafter in Canberra.